# Neoscraptia testacea
Neoscraptia testacea là một loài bọ cánh cứng trong họ Scraptiidae. Loài này được Fender miêu tả khoa học năm 1946.